# Марклівілл (Каліфорнія)
Марклівілл (англ. Markleeville) — переписна місцевість (CDP) в США, в окрузі Алпайн штату Каліфорнія. Населення — 191 особа (2020).

## Географія
Марклівілл розташований за координатами 38°41′2″ пн. ш. 119°49′22″ зх. д. / 38.68389° пн. ш. 119.82278° зх. д. (38.684002, -119.822738).  За даними Бюро перепису населення США в 2010 році переписна місцевість мала площу 16,91 км², уся площа — суходіл.

### Клімат
Громада знаходиться у зоні, котра характеризується середземноморським кліматом. Найтепліший місяць — липень із середньою температурою 20 °C (68 °F). Найхолодніший місяць — січень, із середньою температурою 0 °С (32 °F).
| Клімат Марклівілла      | Клімат Марклівілла | Клімат Марклівілла | Клімат Марклівілла | Клімат Марклівілла | Клімат Марклівілла | Клімат Марклівілла | Клімат Марклівілла | Клімат Марклівілла | Клімат Марклівілла | Клімат Марклівілла | Клімат Марклівілла | Клімат Марклівілла | Клімат Марклівілла |
| Показник                | Січ.               | Лют.               | Бер.               | Квіт.              | Трав.              | Черв.              | Лип.               | Серп.              | Вер.               | Жовт.              | Лист.              | Груд.              | Рік                |
| Абсолютний максимум, °C | 12,2               | 13                 | 17,4               | 21,4               | 24,6               | 29                 | 31,9               | 31,4               | 28,2               | 23,4               | 15,9               | 11,2               | 31,9               |
| Середній максимум, °C   | 6                  | 8                  | 10                 | 14                 | 19                 | 25                 | 29                 | 28                 | 24                 | 18                 | 11                 | 7                  | 17                 |
| Середня температура, °C | 0                  | 2                  | 3                  | 7                  | 11                 | 16                 | 20                 | 19                 | 15                 | 10                 | 4                  | 1                  | 9                  |
| Середній мінімум, °C    | −5                 | −4                 | −2                 | 0                  | 3                  | 7                  | 11                 | 10                 | 7                  | 3                  | −1                 | −4                 | 2                  |
| Абсолютний мінімум, °C  | −9,7               | −6,7               | −5,3               | −4,7               | 0,3                | 3,7                | 7,3                | 4,5                | 3,2                | −1,2               | −5,3               | −9,6               | −9,7               |
| Норма опадів, мм        | 90                 | 70                 | 50                 | 20                 | 20                 | 10                 | 10                 | 10                 | 20                 | 30                 | 70                 | 90                 | 530                |
| Днів з опадами          | 8                  | 7                  | 7                  | 5                  | 4                  | 3                  | 2                  | 3                  | 3                  | 4                  | 7                  | 7                  | 60                 |
| ----------------------- | ------------------ | ------------------ | ------------------ | ------------------ | ------------------ | ------------------ | ------------------ | ------------------ | ------------------ | ------------------ | ------------------ | ------------------ | ------------------ |
| Джерело: Weatherbase    |                    |                    |                    |                    |                    |                    |                    |                    |                    |                    |                    |                    |                    |

## Демографія
Згідно з переписом 2010 року, у переписній місцевості мешкало 210 осіб у 100 домогосподарствах у складі 57 родин. Густота населення становила 12 особи/км².  Було 194 помешкання (11/км²).
Расовий склад населення:
| - 91,4 % — білих - 1,9 % — корінних американців - 1,0 % — азіатів - 2,9 % — осіб інших рас |

До двох чи більше рас належало 2,9 %. Частка іспаномовних становила 5,2 % від усіх жителів.
За віковим діапазоном населення розподілялося таким чином: 18,6 % — особи молодші 18 років, 65,2 % — особи у віці 18—64 років, 16,2 % — особи у віці 65 років та старші. Медіана віку мешканця становила 50,8 року. На 100 осіб жіночої статі у переписній місцевості припадало 101,9 чоловіків;  на 100 жінок у віці від 18 років та старших — 101,2 чоловіків також старших 18 років.
Середній дохід на одне домашнє господарство  становив 51 161 долар США (медіана — 51 250), а середній дохід на одну сім'ю — 79 573 долари (медіана — 69 688). За межею бідності перебувало 10,2 % осіб, у тому числі 0,0 % дітей у віці до 18 років та 0,0 % осіб у віці 65 років та старших.
Цивільне працевлаштоване населення становило 66 осіб. Основні галузі зайнятості: транспорт — 39,4 %, мистецтво, розваги та відпочинок — 13,6 %, освіта, охорона здоров'я та соціальна допомога — 13,6 %.